# Nalorfina
La nalorfina (también conocida como N-alilnormorfina; nombres comerciales Lethidrone y Nalline) es un agonista-antagonista opioide mixto con propiedades antagonistas y analgésicas opioides. Se introdujo en 1954 y se utilizó como antídoto para revertir la sobredosis de opioides y en una prueba de medición para determinar la dependencia de opioides.
La nalorfina fue el segundo antagonista opioide en introducirse, precedida por la nalodeína (N-alilnorcodeína) en 1915 y seguida por la naloxona en 1960 y la naltrexona en 1963. Debido a la potente activación del receptor opioide κ, la nalorfina produce efectos secundarios como disforia, ansiedad, confusión y alucinaciones, y por esta razón ya no se utiliza con fines médicos.